# 相田岩夫
相田 岩夫（あいだ いわお、1894年〈明治27年〉6月14日 - 1982年〈昭和57年〉10月6日）は、戦前日本の大蔵官僚。日本銀行理事・監事、日本出版販売会社社長。

## 経歴
山形県出身。特定郵便局長相田広吉の二男として生まれた。米沢中学校（現山形県立米沢興譲館高等学校）、第一高等学校を卒業。1918年（大正7年）10月、高等試験行政科試験に合格。1919年（大正8年）7月、東京帝国大学法学部政治学科を卒業した。大蔵省に入省し大蔵属に任官し銀行局に配属された。
以後、財務書記・米国駐在、司税官・千葉税務署長、幸橋税務署長、大蔵事務官・銀行局配属、銀行検査官などを歴任。帝人事件で検挙され1934年（昭和9年）5月に休職したが、冤罪事件のため1937年（昭和12年）12月に無罪判決を受けて復職。以後、大蔵省大臣官房財政経済調査課長、銀行局検査課長、理財局長、銀行局長などを歴任し、1941年（昭和16年）12月、預金部長官に就任。1942年（昭和17年）5月に退官した。
1942年5月、普通銀行統制会理事長に就任。1945年（昭和20年）日本銀行に転じ理事として1946年（昭和21年）6月まで在任。同年9月、公職追放となった。1948年（昭和23年）2月22日に追放が解除された。
1948年8月、日本銀行監事に就任し1951年（昭和26年）8月まで在任。1949年（昭和24年）9月、日本出版販売会社社長に就任し1969年（昭和44年）11月まで務め、同社会長となる。

## 親族
- 妻 相田静（濱口雄幸の娘）[1]